# Mannefallknausane
Mannefallknausane (von norwegisch mannefall ‚Schlacht, Verlust von Menschenleben‘) sind Nunatakker im ostantarktischen Königin-Maud-Land. In der Maudheimvidda ragen sie zwischen der Heimefrontfjella und den Kraulbergen auf. Zu ihnen gehört der Gravsteinen.
Wissenschaftler des Norwegischen Polarinstituts benannten sie 1967 in Erinnerung an den Tod dreier Wissenschaftler des Falkland Islands Dependencies Survey am 12. Oktober 1965, die beim Sturz ihres Motorschlittens in eine Gletscherspalte in der Tottanfjella ums Leben gekommen waren.